# Карамоко, Санкара
Санкара Уильям Карамоко (англ. Sankara William Karamoko; род. 9 ноября 2003) — ивуарийский футболист, нападающий клуба «Вольфсберг» и сборной Кот-д’Ивуара

## Клубная карьера
Занимался футболом в юношеской команде ЕСМА (Entente Sportive Marie-Thérèse d’Adjamé). Вместе с ней участвовал в игре против Академии АСЕК Мимозас, которая его команда проиграла со счётом 6:1. Несмотря на поражение талант Карамоко заметил тренер АСЕКа Паскаль Тео, который и пригласил его в академию.
В 2021 году он стал выступать в основном составе «АСЕК Мимозас». Вместе с командой дважды побеждал в чемпионате Кот-д’Ивуара. Провёл 20 матчей в афрокубках (Лига чемпионов и Кубок конфедерации). В сезоне 2023/24 забил четыре гола за ивуарийскую команду в Лиге чемпионов КАФ, являясь по ходу турнира лучшим бомбардиром команды в турнире.
В январе 2024 года заключил контракт с австрийским «Вольфсбергом», рассчитанный до 2027 года. Дебют в чемпионате Австрии для Карамоко состоялся 24 февраля 2024 года в матче против ЛАСКа (1:0).

## Карьера в сборной
За национальную сборную Кот-д’Ивуара дебютировал 27 августа 2022 года в матче квалификации на чемпионат африканских наций 2022 года против Буркина-Фасо (0:0). На основном этапе турнира Карамоко сыграл во всех четырёх матчах и дошёл со сборной до 1/4 финала, где ивуарийцы уступили Алжиру (0:1).